# Toray Pan Pacific Open 1983
Il Toray Pan Pacific Open 1983 è stato un torneo di tennis giocato sul sintetico indoor. È stata l'8ª edizione del Toray Pan Pacific Open, che fa parte del Virginia Slims World Championship Series 1983. Si è giocato al Tokyo Metropolitan Gymnasium di Tokyo, in Giappone, dal 12 al 18 settembre 1983.

## Campionesse

### Singolare
Lisa Bonder ha battuto in finale  Andrea Jaeger con il punteggio di 6–2, 5–7, 6–1

### Doppio
- Doppio non disputato